# Алпско скијање на Зимским олимпијским играма 2006 — комбинација за мушкарце
Комбинација за мушкарце на Олимпијским играма 2006. је одржан је у уторак, 14. фебруара на стази „Кандахар Банчета“ у Сестријереу.
Титулу је требало да брани олимпијски победник из Солт Лејк Ситија 2002., Ћетил Андре Омот из Норвешке, али није стартовао. Присутан је био и светски првак из Бормија 2005. Бенјамин Рајх, који је водио у и у комбинацији текуће сезоне Светског купа 2005/06., али ни он није постигао добар резултат јер пао у другој вожњи слалома, па је остао без пласмана.
Учествовало је 60 скијаша из 27 земаља учесница. Максимални број од 4 учесника имало је 8 земаља: Аустрија, Швајцарска, Норвешка, Хрватска, Русија, Канада, Чешка Република и САД. Стартовало је 59 скијаша, од којих је 35 завршило трку.

## Земље учеснице
| - Андора (2) - Аргентина (1) - Аустралија (1) - Аустрија (4) - Бразил (1) - Бугарска (2) - Канада (4) - Чиле (1) - Хрватска (4) | - Чешка (4) - Француска (2) - Уједињено Краљевство (1) - Исланд (5) - Италија (3) - Летонија (1) - Лихтенштајн (1) - Норвешка (4) - Пољска (1) | - Румунија (1) - Русија (4) - Словачка (2) - Словенија (3) - Јужноафричка Република (1) - Шведска (2) - Швајцарска (4) - Украјина (1) - Сједињене Америчке Државе (4) |

## Карактеристике стаза
| Датум : 14. фебруар 2006. Локално време : 12,00 Стаза: „Кандахар Банчета“ Старт: 2.686 м, Циљ: 1.886 м Висинска разлика: 800 м Дужина стазе:2.965 м Стазу поставио::Helmut Schmalzl, 33 капије Температура : старт °С циљ °С | Датум : 14. фебруар 2006. Локално време 1. вожња 17,00 , 2. вожња 19,30 Стаза: „Ђовани А. Ањели“ Старт: 2.210 м, Циљ: 2.030 м Висинска разлика: 180 м Дужина стазе: м Стаза за 1. вожњу:Мартин Андерсон, Норвешка, 56 капија Стаза за 2. вожњу:Сеп Брунер, Швајцарска, 55 капија Температура : старт °С циљ °С |

## Победници
| Злато:                               | Сребро:                 | Бронза:                   |
| Тед Лигети Сједињене Америчке Државе | Ивица Костелић Хрватска | Рајнер Шенфелдер Аустрија |

|  | \|\| |

## Резултати
| Плас. | Скијашица                        | Земља                     | Слалом 1       | Слалом 2        | Спуст           | Укупно          | Заостатак       |
| ----- | -------------------------------- | ------------------------- | -------------- | --------------- | --------------- | --------------- | --------------- |
|       | Тед Лигети                       | Сједињене Америчке Државе | 1:41,42        | 44,09           | 43,84           | 3:09,35         |                 |
|       | Ивица Костелић                   | Хрватска                  | 1:40,44        | 44,61           | 44,83           | 3:09,88         | +0,53           |
|       | Рајнер Шенфелдер                 | Аустрија                  | 1:40,02        | 45,67           | 44,98           | 3:10,67         | +1,32           |
| 4     | Данијел Албрехт                  | Швајцарска                | 1:40,47        | 45,31           | 44,95           | 3:10,73         | +1,38           |
| 5     | Ђорђо Рока                       | Италија                   | 1:41,39        | 44,88           | 44,47           | 3:10,74         | +1,39           |
| 6     | Ондреј Банк                      | Чешка                     | 1:40,50        | 45,34           | 45,16           | 3:11,00         | +1,65           |
| 7     | Марк Бертолд                     | Швајцарска                | 1:41,24        | 45,21           | 44,77           | 3:11,22         | +1,87           |
| 8     | Пјерик Буржа                     | Француска                 | 1:41,35        | 45,56           | 44,38           | 3:11,29         | +1,94           |
| 9     | Петер Фил                        | Италија                   | 1:39,22        | 47,46           | 45,53           | 3:12,21         | +2,86           |
| 10    | Ћетил Јансруд                    | Норвешка                  | 1:41,55        | 46,02           | 44,75           | 3:12,32         | +2,97           |
| 11    | Маркус Ларсон                    | Шведска                   | 1:41,22        | 46,38           | 44,74           | 3:12,34         | +2,99           |
| 12    | Мартин Враблик                   | Чешка                     | 1:40,50        | 46,73           | 45,18           | 3:12,41         | +3,06           |
| 13    | Жан-Батист Гранж                 | Француска                 | 1:44,05        | 44,63           | 43,83           | 3:12,51         | +3,16           |
| 14    | Ноел Бакстер                     | Уједињено Краљевство      | 1:42,26        | 45,64           | 44.89           | 3:12,79         | +3,44           |
| 15    | Алеш Грза                        | Словенија                 | 1:41,31        | 46,44           | 45,16           | 3:12,91         | +3,56           |
| 16    | Скот Макартни                    | Сједињене Америчке Државе | 1:40,06        | 46,82           | 46,17           | 3:13,05         | +3,70           |
| 17    | Џон Кучера                       | Канада                    | 1:41,04        | 46,67           | 45,55           | 3:13,26         | +3,91           |
| 18    | Johan Brolenius                  | Шведска                   | 1:43,56        | 45,20           | 44,51           | 3:13,27         | +3,92           |
| 19    | Андреј Јерман                    | Словенија                 | 1:40,62        | 46,91           | 46,27           | 3:13,80         | +4,45           |
| 20    | Криштоф Кризл                    | Чешка                     | 1:41,47        | 46,62           | 46,09           | 3:14,18         | +4,83           |
| 21    | Франсоа Бурк                     | Канада                    | 1:40.50        | 47.52           | 46.23           | 3:14.25         | +4.90           |
| 22    | Александар Хорошилов             | Русија                    | 1:42,35        | 46,92           | 46,19           | 3:15,46         | +6,11           |
| 23    | Кристијан Хавијен Симари Биркнер | Аргентина                 | 1:43.93        | 45.89           | 46.72           | 3:16.54         | +7.19           |
| 24    | Павел Честаков                   | Русија                    | 1:40,41        | 49,11           | 47,32           | 3:16,84         | +7,49           |
| 25    | Ivan Heimshild                   | Словачка                  | 1:43.12        | 48.13           | 47.16           | 3:18.41         | +9.06           |
| 26    | Тин Ширпки                       | Хрватска                  | 1:44,75        | 47,40           | 48,01           | 3:20,16         | +10,81          |
| 27    | Јарослав Бабушјак                | Словачка                  | 1:43,32        | 48,86           | 48,60           | 3:20,78         | +11,43          |
| 28    | Руђер Видоса                     | Андора                    | 1:46.09        | 48.23           | 47.05           | 3:21.37         | +12.02          |
| 29    | Стивен Најман                    | Сједињене Америчке Државе | 1:40,19        | 47,14           | 55,35           | 3:22,68         | +13,33          |
| 30    | Андреј Шпорн                     | Словенија                 | 1:39,67        | 46,20           | 57,66           | 3:23,53         | +14,18          |
| 31    | Михаил Седјанков                 | Бугарска                  | 1:46.10        | 49.11           | 48.69           | 3:23.90         | +14.55          |
| 32    | Claudio Sprecher                 | Лихтенштајн               | 1:41.01        | 51.77           | 51.30           | 3:24.08         | +14.73          |
| 33    | Натко Зрнчић-Дим                 | Хрватска                  | 1:41,23        | 56,55           | 46,37           | 3:24,15         | +14,80          |
| 34    | Марио Мат                        | Аустрија                  | 1:41,08        | 45,60           | 1:02,10         | 3:28,78         | +19,43          |
| 35    | Florentin-Daniel Nicolae         | Румунија                  | 1:45,81        | 53,39           | 52,69           | 3:31,89         | +22,54          |
|       | Мануел Озборн-Паради             | Канада                    | 1:39,69        | 50,11           | Није стартовао  | Није стартовао  | Није стартовао  |
|       | Бенјамин Рајх                    | Аустрија                  | 1:40,42        | 44,23           | Није завршио    | Није завршио    | Није завршио    |
|       | Антон Коновалов                  | Русија                    | 1:45,12        | 56,15           | Није завршио    | Није завршио    | Није завршио    |
|       | Иван Раткић                      | Хрватска                  | 1:44,71        | 48,48           | Није завршио    | Није завршио    | Није завршио    |
|       | Николај Скријабин                | Украјина                  | 1:46,63        | 51,21           | Није завршио    | Није завршио    | Није завршио    |
|       | Renārs Doršs                     | Летонија                  | 1:44,54        | 52,55           | Није завршио    | Није завршио    | Није завршио    |
|       | Jorge Mandrú                     | Чиле                      | 1:45,81        | 52,92           | Дисквалификован | Дисквалификован | Дисквалификован |
|       | Konstantin Sats                  | Русија                    | 1:41,02        | Није стартовао  | Није стартовао  | Није стартовао  | Није стартовао  |
|       | Аксел Лунд Свиндал               | Норвешка                  | 1:39,26        | Није завршио    | Није завршио    | Није завршио    | Није завршио    |
|       | Силван Цурбриген                 | Швајцарска                | 1:41,08        | Није завршио    | Није завршио    | Није завршио    | Није завршио    |
|       | Михаел Валхофер                  | Аустрија                  | 1:39,52        | Није завршио    | Није завршио    | Није завршио    | Није завршио    |
|       | Ryan Semple                      | Канада                    | 1:41,65        | Није завршио    | Није завршио    | Није завршио    | Није завршио    |
|       | Ласе Ћус                         | Норвешка                  | 1:39,63        | Није завршио    | Није завршио    | Није завршио    | Није завршио    |
|       | Михал Калва                      | Пољска                    | 1:42,72        | Није завршио    | Није завршио    | Није завршио    | Није завршио    |
|       | Стефан Геогријев                 | Бугарска                  | 1:43,86        | Није завршио    | Није завршио    | Није завршио    | Није завршио    |
|       | Дидије Дефаго                    | Швајцарска                | 1:38,68        | Није завршио    | Није завршио    | Није завршио    | Није завршио    |
|       | Алекс Антор                      | Андора                    | 1:43,84        | Није завршио    | Није завршио    | Није завршио    | Није завршио    |
|       | Sindri M. Pálsson                | Исланд                    | 1:46,04        | Није завршио    | Није завршио    | Није завршио    | Није завршио    |
|       | Alexander Heath                  | Јужноафричка Република    | 1:47.62        | Није завршио    | Није завршио    | Није завршио    | Није завршио    |
|       | Патрик Штаудахер                 | Италија                   | 1:40,52        | Није завршио    | Није завршио    | Није завршио    | Није завршио    |
|       | Боди Милер                       | Сједињене Америчке Државе | 1:38,36        | Дисквалификован | Дисквалификован | Дисквалификован | Дисквалификован |
|       | Nikolai Hentsch                  | Бразил                    | 1:45,42        | Дисквалификован | Дисквалификован | Дисквалификован | Дисквалификован |
|       | Ћетил Андре Омот                 | Норвешка                  | Није стартовао | Није стартовао  | Није стартовао  | Није стартовао  | Није стартовао  |
|       | Филип Трејбал                    | Чешка                     | Није завршио   | Није завршио    | Није завршио    | Није завршио    | Није завршио    |
|       | Џоно Брауер                      | Аустралија                | Није завршио   | Није завршио    | Није завршио    | Није завршио    | Није завршио    |